# Ваца-де-Жос
Ваца-де-Жос (рум. Vața de Jos) — село у повіті Хунедоара в Румунії. Адміністративний центр комуни Ваца-де-Жос.
Село розташоване на відстані 335 км на північний захід від Бухареста, 41 км на північний захід від Деви, 101 км на південний захід від Клуж-Напоки, 115 км на північний схід від Тімішоари.

## Населення
За даними перепису населення 2002 року у селі проживали 611 осіб, усі — румуни.
Рідною мовою назвали:
| Мова      | Кількість осіб | Відсоток |
| --------- | -------------- | -------- |
| румунська | 601            | 98,4%    |
| угорська  | 9              | 1,5%     |